# ミヤギマモル
ミヤギ マモル（本名：宮城 衛）は、日本のミュージシャン。
沖縄県石垣市出身。高校を卒業後那覇市に進学の為に移った。会社員時代に作った「やいま」（八重山）が地元航空宅配会社のCMに採用され、脱サラし音楽の世界へ入る。その後、歌手千昌夫が同曲をカバーし全国発売。自らも徳間ジャパンから待望のメジャーデビュー。NHKドラマ「ちゅらさん2」のテーマ曲「琉球ムーン」や、上沼恵美子の「泡盛心中」夏川りみの「愛のチカラ」など曲提供も積極的に行っている

## 主な作品
- やいま（後に平成11年に千昌夫がカバーし全国発売）
- 三拝云（ミーファイユー）～ありがとう～（千昌夫）
- 琉球ムーン（国仲涼子）
- 泡盛心中（上沼恵美子）
- 愛のチカラ（夏川りみ）
- ゴーヤーのうた（キャン×キャン）
- 明日へ（三田りょう）
- UNIONですから！（フレッシュプラザ ユニオンのCMソング　津波信一と一緒に歌っているため「ミヤギマモル&津波信一」名義）

徳永ゆうき「夢さがしに行こう」「とうさんの手紙」作曲
　ほか

2001年 NHK歌謡コンサート
2015年 テレビ東京 にっぽん演歌の夢まつり